# Balladen om briggen "Blue Bird" av Hull
"Balladen om briggen 'Blue Bird' av Hull" är en visa av Evert Taube. Den publicerades första gången 1929 i Fritiof Anderssons visbok. Inledningsorden är "Det var 'Blue Bird' av Hull, det var 'Blue Bird' en brigg, som med sviktade stumpar stod på". 

## Innehåll
I visan berättas hur briggen Blue Bird förliser på julaftonen 1872 och hur de skeppsbrutna sjömännen tas omhand av Stranne den äldre, som sedan får veta att hans son Karl är den ende ur besättningen som blev kvar ombord då han stod surrad vid rodret och glömdes bort när besättningen gick i livbåtarna. Slutet på den sista strofen förekommer i två versioner, dels "Och kaptenen steg upp. Han var grå, han var tärd – / stormen tjöt ikring stuga och gård – / och han tog sig åt hjärtat och såg på sin värd: / – Jesus Christ! There’s a man left on board!", dels "Och kaptenen steg upp. Han var grå, han var tärd – / stormen tjöt, knappt man hörde hans ord – / när han sade med skälvande röst till sin värd: / – Karl stod surrad och glömdes ombord!"
Som underrubrik till sången har Evert Taube skrivit: "Sann händelse, berättad av Fritiof Andersson, vars fader gick med i räddningsbåten när 'Blue Birds' besättning skulle räddas."

## Bakgrund
All tillgänglig forskning påvisar att Taube använt flera olika händelser, platser och namn för sin berättelse. Enligt Mikael Timm baseras Taubes berättelse på en olycka 26 augusti 1871, då Blue Bird (eller Blueheard) från New York gick på grund – utan att förlisa – vid Hållö. Samma dag förliste skonerten Flora nära Smögen, och besättningen undsattes genom en dramatisk räddningsaktion via Smögens då sju år gamla räddningsbåt. Detta skeppsbrott lär ha siktats från Smögens lotsutkik.
Berättelsen om den surrade rorgängaren emanerar emellertid från båten Nymph (alternativt namn: Nymph of West Hartlepool). Detta var en skuta hemmahörande i Hartlepool som dagen efter förliste i samma storm, den enligt vissa värsta som drabbat Smögen. När den båten krossades mot Smögens klippor, slungades pojken i land och överlevde. Pojken hade klättrat upp i masttåget och därifrån hoppat i land precis när fartygsskrovet knäcktes mot revet och masten knäcktes. Passagen i Taubes text härrör dock från beskrivningen av räddningsaktionen, där man efteråt märkte att en man ur besättningen saknades.
Att tragedin i sången placerades vid Hållö kanske inte var utan betydelse. Vid den ön drunkade Evert Taubes storebror Fredrik år 1906.
Taube publicerade under rubriken ”Orkanen 1871” en berättelse i Göteborgs Handels- och Sjöfartstidning 1918, som handlar om ett skeppsbrott och som senare blev till balladen om Blue Bird. I Taubes visa äger skeppsbrottet rum på julafton 1872, men enligt uppgifter i SMHI:s arkiv rådde då måttlig vind och temperaturen var 2–3 plusgrader. ”Gubben Stranne” och hans son ”Karl Stranne” som surrades vid rodret har existerat, men de var aldrig inblandade i förlisningen. Namnet Stranne har Taube tagit från sin vän Eduard (eller Edouard) Stranne som han umgicks mycket med och hos vilken han hyrde husrum på Smögen åren 1917–1918. Strannes hus finns fortfarande kvar i Smögen, på Evert Taubes väg 12.

## Inspelningar
Balladen har bland annat spelats in av Evert Taube,  Evert Ljusberg (1974), Stefan Ljungqvist (1975), Olle Adolphson (1976), Sven-Bertil Taube (1978), Imperiet (1985), Totta Näslund på hyllningskivan Taube (1990), Erik Saedén (1996), Sofia Karlsson (2007) och West of Eden (2021).
Euskefeurat inkluderade en tolkning av balladen, Bluebirds från Kall, på sin skiva Bondångersånger (1990). Den fokuserar på ett dansband på turné i Norrland vars chaufför ensam väntar kvar med turnébussen efter den fastnat i en snöstorm.